# Бродячие собаки

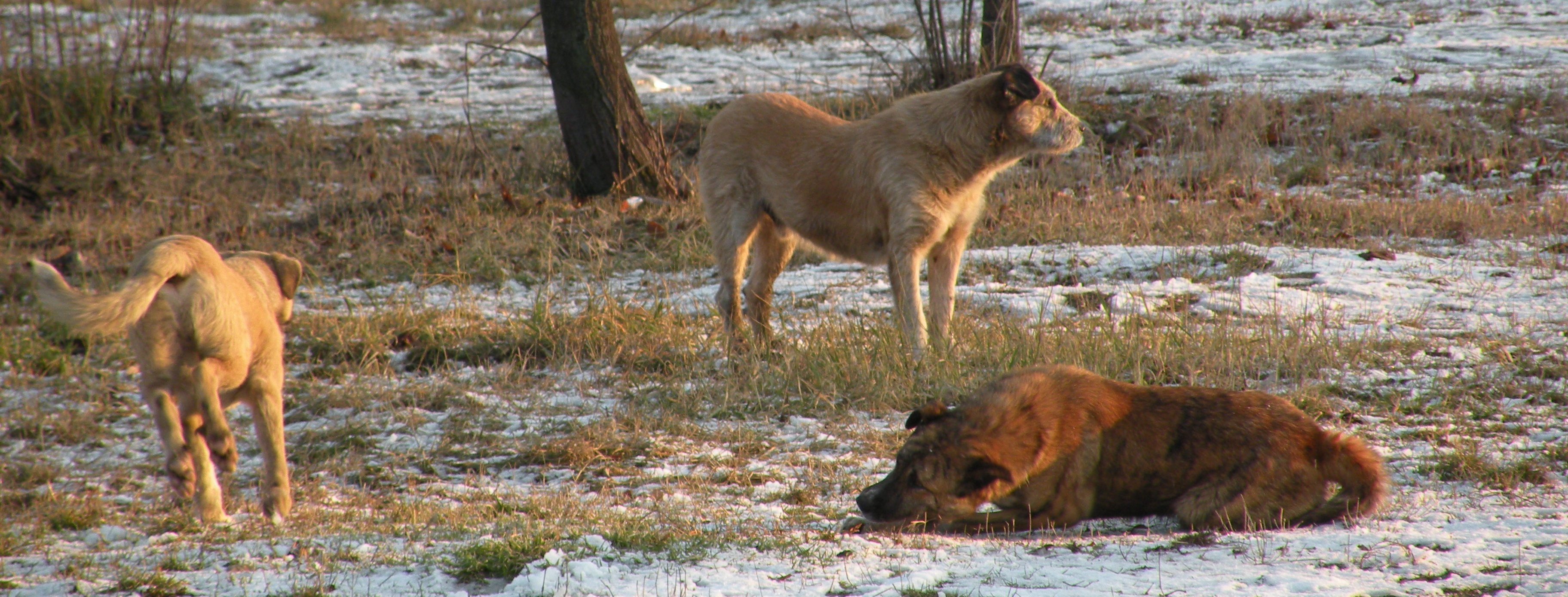
Стая бродячих собак на пустыре. Бухарест, Румыния

Бродя́чие (бездо́мные, беспризо́рные, безнадзо́рные, бесхо́зные) соба́ки — собаки, находящиеся на улице без сопровождения хозяина, отвечающего за их поведение и конфликты с людьми, либо никогда не имевшие такового.

## Биология

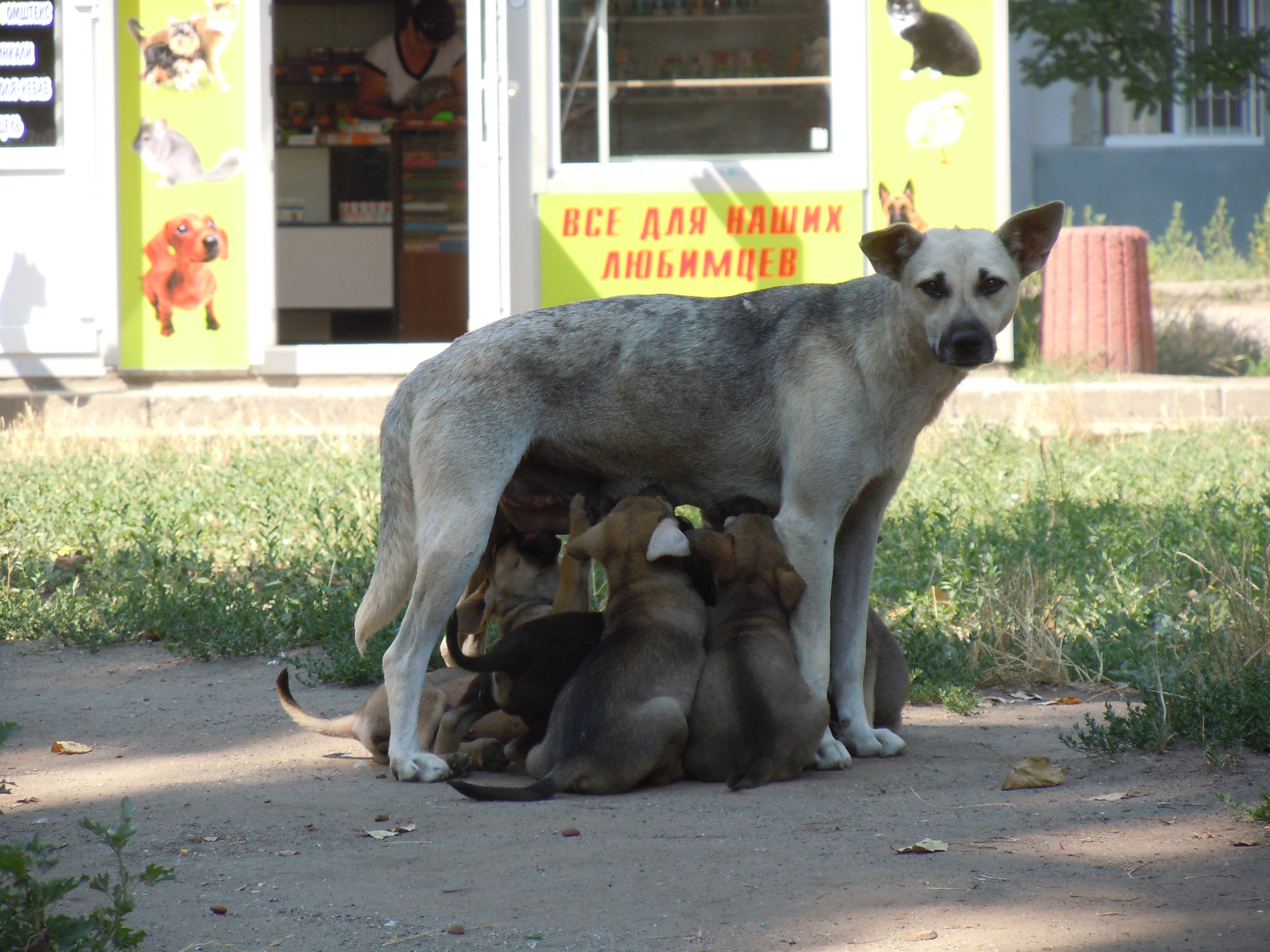
Помёт из 6 щенят у собаки в Одессе, Украина

По данным редакции газеты «АиФ-Москва», репродукционный цикл собаки возможен два раза в год по 5—6 щенков, из которых в уличных условиях выживает половина от рождённых (на незанятой территории рождаемость может достигать 18 щенков).

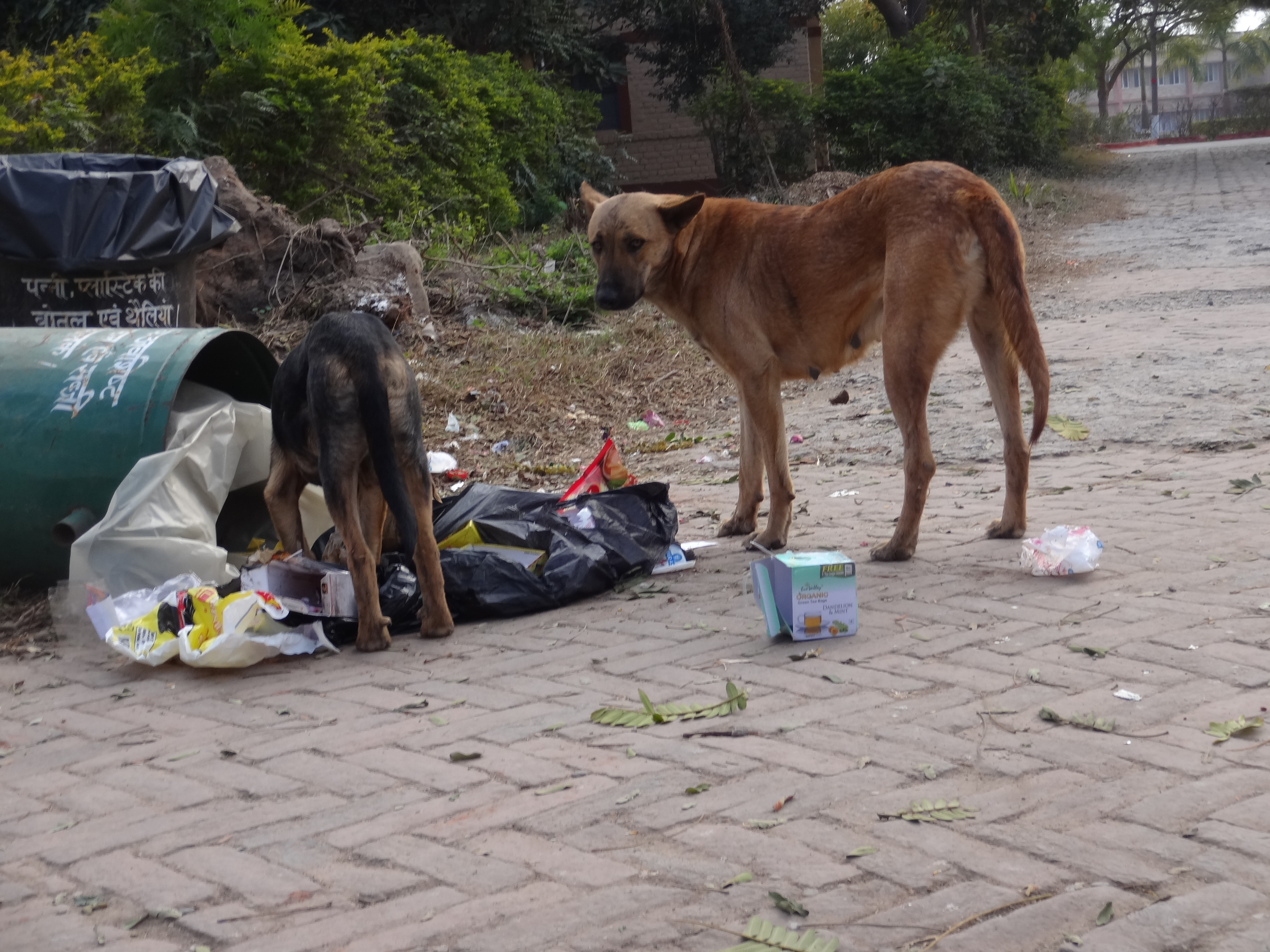
Мусор является основным источником пищи для уличных собак в Индии

Заведующий кафедрой зоологии и экологии Кемеровского государственного университета Николай Скалон в интервью газете «Кузбасс» утверждает, что классическая бродячая собака — это дворняжка, которую никто не бросал: она родилась от беспризорной матери или полудворовой собаки, которая также беспризорно гуляла. Популяция бродячих собак прирастает условно-надзорными животными, которые чаще всего обитают на стройках и промплощадках, подкармливаемые людьми. Такие собаки обязательно присоединяются к диким стаям, которые, охраняя свою территорию, нападают на людей. В России ежегодно фиксируется до 15 случаев нападения бродячих собак на людей со смертельным исходом. Действительно домашних животных, по оценке профессора, на улице меньше 1 %.
Существуют различные точки зрения на происхождение бродячих собак в городах России — как «традиционная», что самовыгульные, потерявшиеся или выброшенные из дома домашние собаки превращаются в бродячих и сбиваются в стаи, так и иная, что бродячие собаки происходят от синантропизированных диких животных и не имеют никакого отношения к домашним собакам. Так, газета «Аргументы и факты» приводит комментарий неназванных специалистов Зоологического института РАН, из которого следует, что якобы населяющие помойки и парки собаки — это дикие животные, приспособившееся для жизни в городе. При этом выросшие в неволе псы, даже бойцовских пород, на улицах выживают крайне редко. Если их в течение недели не подберут люди, участь их практически предрешена.. С данной точкой зрения не соглашается биолог Владимир Рыбалко. В своем цикле научных статей «Проблема бездомных животных» он отмечает, что в России все бездомные собаки (включая одичавших) — выходцы из субпопуляций владельческих или их потомки. Собак-парий, характерных для стран с тропическим и субтропическим климатом, в России нет. В то же время, Рыбалко признает, что соотношение бывших владельческих и рождённых на улице собак различается в разных населённых пунктах, зависит как от культуры владения домашними животными, так и от мер по отлову безнадзорных .

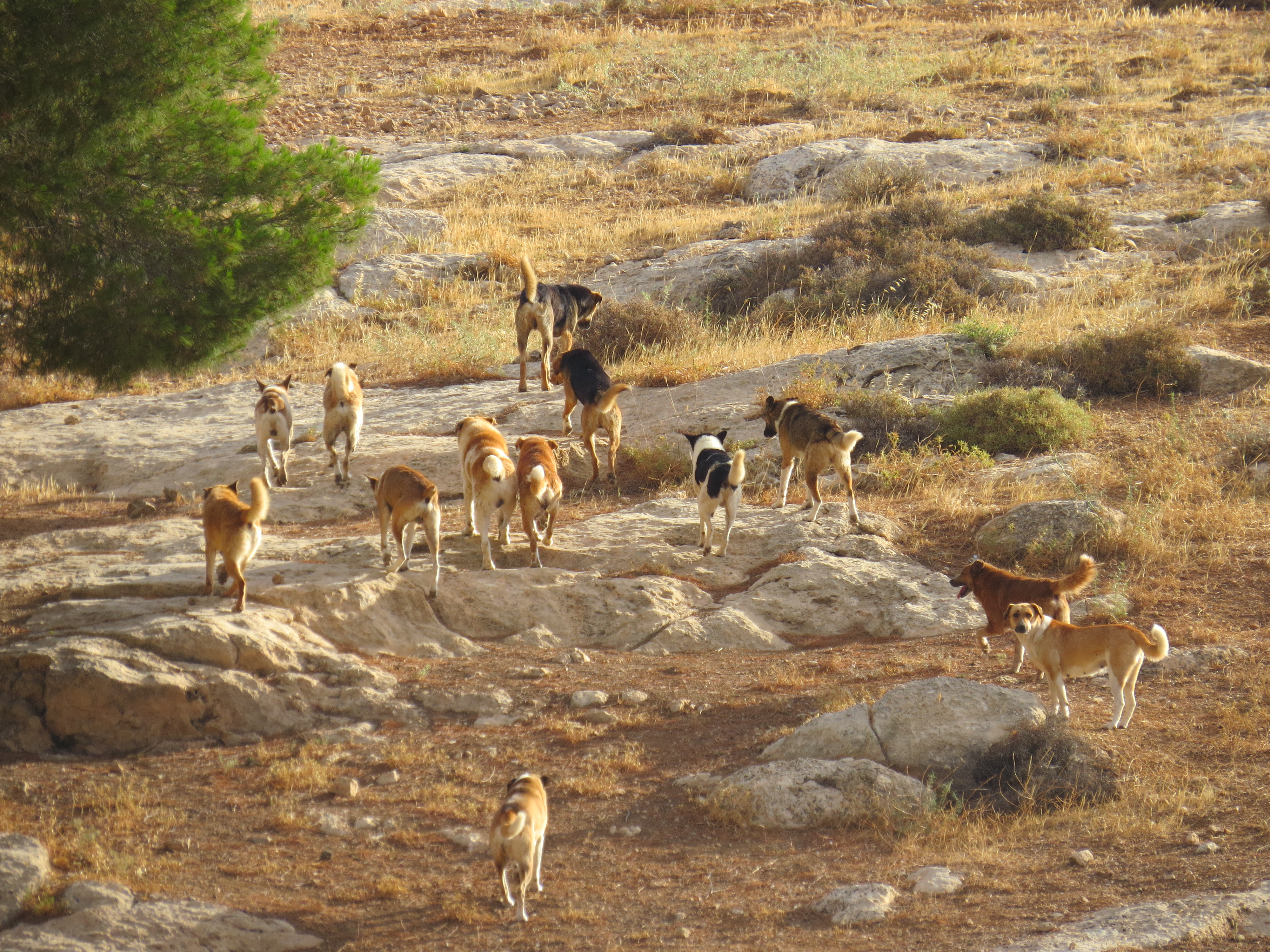
Стая бродячих собак, Палестина

Качество жизни бродячих собак различное, но преимущественно низкое — они часто получают травмы в результате наездов автомобилей и внутривидовой борьбы, зачастую недоедают, подвержены множествам болезней, а также нередко подвергаются преследованию и целенаправленному уничтожению со стороны местных жителей и коммунальных служб.

## Ситуация в мире
По данным Всемирного общества защиты животных, из 500 млн собак, живущих в мире, до 75 % являются бродячими.
По данным на 2011 год, эпидемии бешенства, вызванные бродячими собаками, в различных странах мира стали глобальной проблемой. По сведениям Всемирной организации здравоохранения, бродячие собаки служат источником передачи смертельного заболевания бешенством в 99 % случаев заражения. Ежегодно в мире от этой болезни умирает свыше 55 000 человек. Около 15 миллионов людей, пострадавших от укусов бродячих собак, ежегодно получают вакцину для предотвращения заболевания. Самый высокий уровень смертности от бешенства, переданного людям собаками, — в Индии, где, по оценкам, в 1992—2002 годах ежегодно от этой болезни умирало 17—21 тысяч человек, из которых 96 % заразились от собак, согласно исследованиям того же периода подобное соотношение наблюдается и в Танзании. При этом популяция бродячих собак продолжает в этой стране расти угрожающими темпами.
Среди бродячих собак в России и странах бывшего СССР встречаются как беспородные, так и метисы породных собак. Сложившаяся в этих странах маргинальная культура собаководства является одной из причин пополнения популяции: в регионах страны известен такой феномен, как «сельская собачья свадьба», когда владельцы выпускают своих животных на самовыгул — собаки часто отходят от населённых пунктов и предоставлены сами себе.
В результате нападения собак (включая домашних) на людей в России с 2000 по 2010 год, по данным Росстата, погиб 391 человек.
23 января 2022 года Следственный комитет России отметил, что проблема бродячих собак не получает должного внимания. Сообщение СК РФ было выпущено в связи с большим количеством случаев нападения собак на людей, что, наконец, привлекло внимание как общественности, так и властей.
Свободное обитание на улицах городов собак в большинстве стран Европы и США считается неприемлемым. В частности, Национальная ассоциация по контролю над животными США признаёт необходимым безвозвратный отлов любой безнадзорной собаки из-за опасности эпидемического риска — заражения от других животных. Собаки могут нападать на домашний скот или убивать других животных, могут являться причиной жестоких проявлений со стороны недовольных хозяев других животных, могут отравиться и умереть в муках после приёма пищи, найденной среди мусора, становиться причиной ДТП и других происшествий. Ассоциация констатирует необходимость отлова и вынужденность усыпления невостребованных животных в приютах.
Решением Комитета по инвазивным растениям и животным Австралии по правовому статусу одичавших и диких собак они отнесены к категории 5 (экстремальные виды), что означает признание его животным-вредителем, которое наносит урон дикой природе Австралии как несвойственный для неё вид. Их правовой статус также регулируется рядом других законов. Для истребления или управления численностью популяций одичавших собак в стране применяется комплекс мер, включающих травлю ядом, отстрел, использование ловушек, сооружение барьеров и другие методы. Комплекс применяемых мер различается в зависимости от принятой программы действий и муниципальных законов в различных юрисдикциях.

## Способы регулирования численности
Основным направлением программ надзора за бродячими животными в развитых странах Запада является превентивная работа по просвещению населения и законодательное регулирование обращения с животными начиная от их рождения, условий содержания и до самой смерти. Основным методом работы с безнадзорными и бездомными животными является безвозвратный отлов с помещением животных в частные приюты, если же собаку не берут в приют, она слишком стара, травмирована или больна — её усыпляют. Международная коалиция по регулированию численности животных (ICAM), объединяющая несколько крупных международных зоозащитных организаций, выпустила Руководство по регулированию численности собак. По их мнению, стратегии регулирования должны быть нацелены на уменьшение нежелательной популяции безнадзорных собак, воздействуя, в первую очередь, на главные источники их появления. Также вопросам контроля популяции бродячих собак посвящена целая глава в Кодексе здоровья наземных животных Международного эпизоотического бюро (МЭБ), которое международным соглашением ВТО признано руководящим стандартом, которым должны руководствоваться страны — члены ВТО при организации санитарно-фитосанитарного контроля.
При выборе стратегии контроля популяции собак необходимо учитывать особенности сложившейся ситуации — к примеру, акцентирование на работе по контролю владения домашними питомцами будет малоэффективно, если большая часть популяции бездомных собак — дикие собаки в нескольких поколениях. Поэтому в ICAM рекомендуют предварительно провести исследования местной популяции собак, изучить её состав, пути пополнения, выявить существующие проблемы и определить круг уже решённых вопросов.
По данным к. в. н. Дудникова С. А., при планировании работ по сокращению численности популяции игнорирование следующих факторов сведёт к нулю эффективность планируемых мероприятий:
1. мероприятия должны быть постоянно действующими;
2. с учётом биологического цикла собак необходимо активизировать отлов или уничтожение собак в период гона (февраль—март) и в период расселения (сентябрь—октябрь);
3. масштаб планируемых мероприятий должен быть достаточным — только сокращение популяции не менее чем 80 % при сохранении давления на неё в последующем лишает популяцию способности к самовосстановлению.

### Превентивные меры

#### Правовое регулирование в сфере содержания собак
В странах Западной и Северной Европы и в США существует развитое законодательство, основанное на защите благосостояния животных, регламентации правил их разведения, содержания, их продажи и отлова бродячих животных, и система штрафов за нарушение правил содержания домашних питомцев — самовольное умерщвление, выброс из дома и безнадзорный выгул социально опасных пород собак. Система обязательной регистрации и лицензирования собак действует в большинстве развитых стран, за исключением Норвегии и Финляндии, где эти системы не носят обязательного характера, и Великобритании, где система лицензирования была отменена, но регистрация продолжает действовать. В этих странах также развиты региональные системы просвещения владельцев. По состоянию на 2007 год в развитых странах Европы, по данным отчёта WSPA и RSPCA International, бродячих собак в большинстве этих стран нет, а в Великобритании и Ирландии в этом отношении ситуация улучшается.
В Германии, Австрии, Швеции и Норвегии применяется ряд различных налогов и сборов, призванных ограничить содержание собак. Ряд национальных и муниципальных законов в Италии регулируют содержание животных, регламентируя нормы их выгула, вводят ряд запретов на некоторые аксессуары для животных, нахождение их в неположенных местах и предусматривают штрафы за нарушение правил содержания и уголовную ответственность за выбрасывание животных.

#### Просвещение владельцев собак
Образование, в том числе обязательное, повышает компетенцию граждан, желающих завести собаку, поощряет ответственный подход к владению домашними питомцами. Эти меры вкупе с жёстким правовым регулированием позволяют свести к минимуму свободный выгул собак, улучшают самочувствие и благосостояние собак и минимизируют риск, который представляют домашние собаки для общества. Поэтому МЭБ считает, что образование владельцев собак является необходимой частью программы контроля популяции бродячих собак, и рекомендует вести его в сотрудничестве с муниципалитетами, общественными организациями, кинологическими клубами, частными ветеринарными организациями. Образовательные программы и разъяснения, проводимые перед различными реформами в сфере владения собаками, помогают изменить к лучшему отношение людей к изменениям.
В Нижней Саксонии (Германия) люди, желающие приобрести собаку, должны сдавать экзамен для проверки компетенции в сфере собаководства.
Регистрация и лицензирование
МЭБ и Национальная ассоциация по контролю над животными США отмечают, что ввод обязательного лицензирования собственности на собак и штрафных санкций за нарушение условий лицензирования повышает ответственность собаковладельцев, позволяет быстро идентифицировать потерянных животных, а бюджет служб по контролю за бродячими животными может частично покрываться за счёт лицензионных сборов и штрафов. Также они рекомендуют выдавать лицензии только после всех необходимых вакцинаций, использовать прогрессивную систему штрафных санкций, микрочипирование, отзыв лицензий за определённые виды нарушений и ежегодную перерегистрацию для актуализации данных. По данным WSPA и RSPCA, в странах со строгой и последовательной политикой в сфере регистрации и лицензирования собак это рассматривается как важный элемент в успешной практике контроля численности бездомных собак.
Стимулирование стерилизации домашних собак
Репродуктивный контроль предотвращает рождение нежелательного потомства, которое могло бы пополнить популяцию бродячих собак. Он предусматривает лишение животного способности к размножению путём кастрации или стерилизации. В зависимости от законодательства, может быть обязательной либо добровольной, но стимулируемой за счёт пониженной ставки различных налогов и сборов.
Во многих муниципалитетах США стоимость регистрации нестерилизованного животного нередко в несколько раз выше, чем стерилизованных, а впоследствии зачастую обязывают владельцев животных ежегодно выплачивать лицензионный сбор, размер которого так же различается для владельцев стерилизованных и нестерилизованных собак. В городе Лос-Анджелес в 2008 году был принят закон, согласно которому процедура стерилизации всех домашних питомцев старше 4 месяцев становится обязательной, с некоторыми исключениями.
Административная ответственность владельцев собак
Обязательное страхование ответственности введено в Нижней Саксонии (Германия) для всех владельцев собак.
В США по состоянию на 2016 год стоимость ежегодного страхования гражданской ответственности для владельцев небольших собак составляла $200 (при покрытии в случае наступления страхового случая до $25 000). Страховка применяется для собак любых пород, включая опасных и агрессивных, максимальная сумма покрытия — до $1 000 000. Обязательным данный вид страхования может быть по требованию собственника арендуемого жилья.
В Латвии штраф для владельцев собак любых пород, достигших 6-месячного возраста, которые не зарегистрировали и не чипировали своих животных, с 2016 года составляет до 210 евро для физических лиц и до 350 евро для юридических. Цель: привлечь к ответственности тех, кто бросает собаку на произвол судьбы, и облегчить нахождение потерявшихся животных.
В Эстонии, согласно действующему с 2015 года законодательству, за нарушение правил содержания собак и кошек (в том числе за отсутствие регистрации и чипа) предусмотрен штраф в размере до 400 евро. За тот же поступок, если он привёл к повреждению имущества или здоровья людей, штраф достигает 800 евро.
В России прецеденты взимания штрафов с владельцев животных, нарушающих правила выгула, единичны. В октябре 2018 года в Москве был оштрафован на 1000 рублей местный житель, который спустил побегать свою собаку на детской площадке, — и она напала на 4-летнюю девочку, прокусив ей живот. Полиция начала заниматься поиском нарушителя с целью оштрафовать лишь после серии публикаций в СМИ.
Регулирование в сфере коммерческого разведения собак
Стихийное бесконтрольное разведение собак частными лицами для их дальнейшей продажи сопровождается регулярным перепроизводством щенков. Невостребованные особи впоследствии могут массово выбрасываться на улицу либо умерщвляться их владельцами.

#### Сокращение кормовой базы

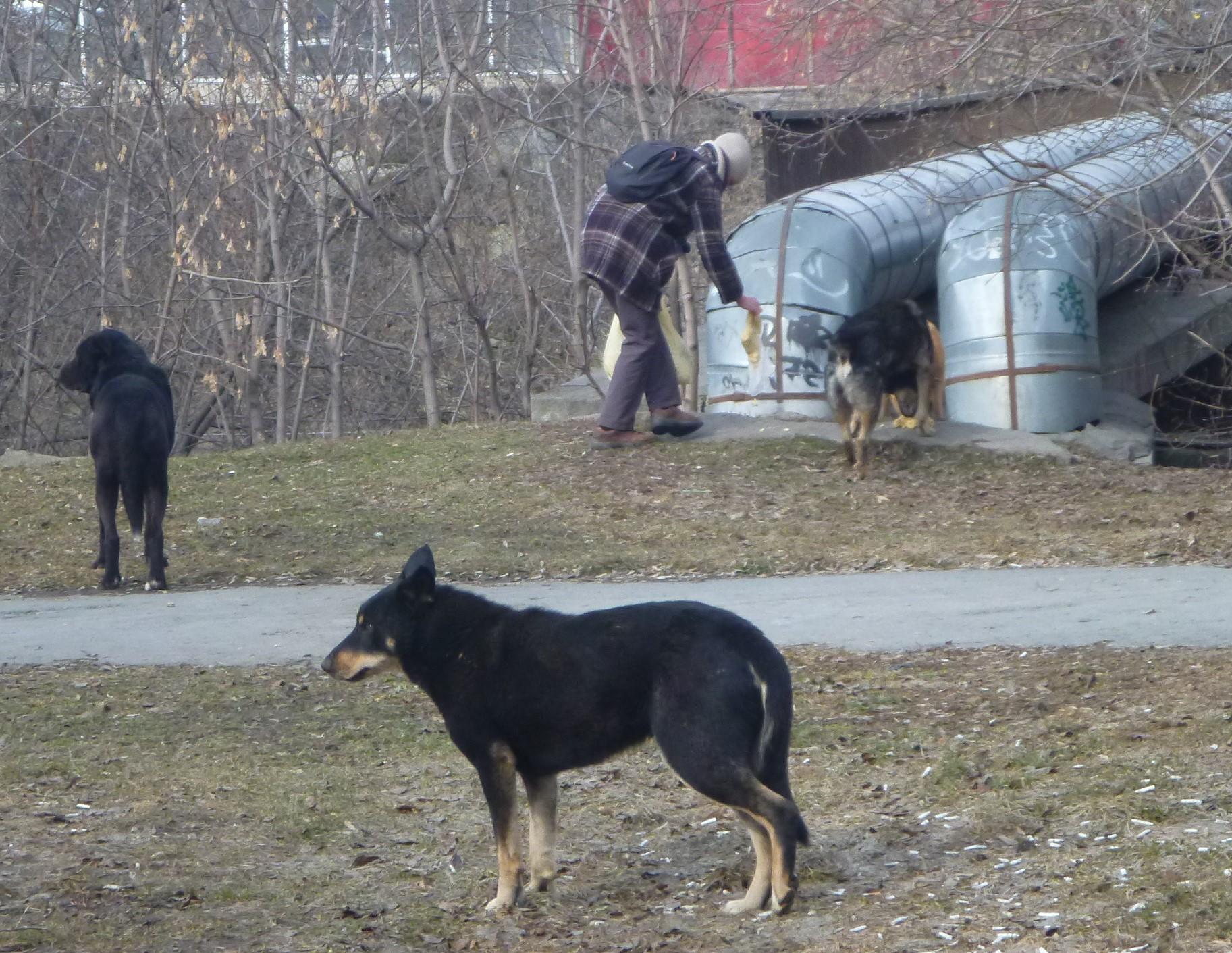
Женщина кормит бродячих собак в Екатеринбурге, 26 марта 2020 года

Максимальные размеры популяции бродячих собак ограничены рядом факторов, одним из важнейших является наличие кормовой базы. Найти себе пищу и воду бродячие собаки могут в мусорных контейнерах со смешанными и пищевыми отходами, на стихийных свалках, охотой на других диких и бездомных животных и благодаря попечительству «опекунов». Улучшение сбора и вывоза мусора поможет серьёзно ограничить максимальную численность бездомных собак.
Так называемые «опекуны» не являются владельцами бродячих собак, но эпизодически либо регулярно подкармливают их. Причины, толкающие людей к подкармливанию бездомных животных, могут быть самыми разными. Несмотря на проявляемую заботу, не несут никакой юридической ответственности за поведение опекаемых собак.

#### Уничтожение мест обитания

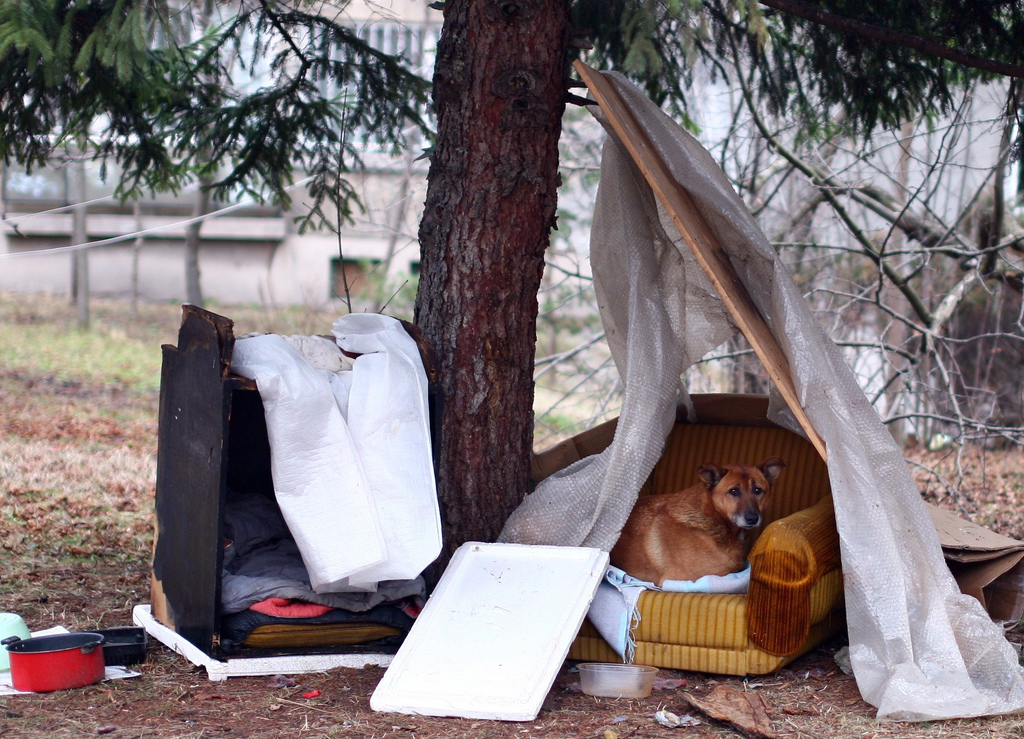
Бездомный пес в шалаше, София, Болгария

Главное место на участке обитания бродячих собак занимает центр социальной активности или «днёвка», всегда располагаемая в сравнительно укромном и защищённом месте, где проходит основное время пребывания стаи собак, откуда они выходят в утреннее и вечернее время в поисках еды в людные места, где их подкармливают граждане, либо на свалки пищевых отходов. Именно «днёвка» привязывает конкретную особь или группу к определённому месту. Поэтому потенциальная защищённость и количество укромных и мало доступных для людей мест является очень важным параметром, сохраняющим стаю бродячих собак. Наиболее хорошими защитными условиями для сохранения стай отличаются промзоны, заброшенные сооружения и железнодорожные станции, где для бродячих собак есть как естественные укрытия, так и небольшие самовольные постройки (будки, домики из подручных материалов), которые сооружаются опекунами.
Высокими защитными свойствами для стай бродячих собак и их подрастающего потомства обладают различные огороженные территории (особенно редко посещаемые людьми), густо заросшие деревьями, кустарником или бурьяном. Нередко собаки используют в качестве укрытия коллекторы, трубопроводы, складские площадки.

### Работа служб по регулированию численности бродячих собак
Контроль по регулированию численности в разных странах организован по-разному, различается государственный, выполняемый службами в составе органов управления ветеринарной сферой, сельским хозяйством или здравоохранением, и муниципальный, когда соответствующими полномочиями наделяются подразделения муниципалитетов и органов местного самоуправления, в некоторых случаях к работе привлекаются общественные организации для решения определённых задач.
В процессе работы служб и учреждений, занимающихся бродячими собаками, может возникать ряд экологических, экономических и этических проблем.

#### Безвозвратный отлов с направлением в приюты неограниченного приёма
В США, в развитых странах Западной и Северной Европы и в некоторых странах Южной и Восточной Европы все безнадзорные-бродячие собаки изымаются с улиц и помещаются в приюты неограниченного приёма, в которых всегда есть места для новых животных благодаря эвтаназии невостребованных в течение определённого срока передержки особей. Такие приюты не имеют права не принимать поступающих в них собак. Национальная ассоциация по контролю над животными США считает наиболее приемлемый среди существующих методов эвтаназии — применение смертельной инъекции пентобарбитала натрия, во второй половине 2010-х годов около 670 тысяч собак усыплялось ежегодно. Минимальный срок передержки для невостребованных особей в таких приютах различается в зависимости от законодательства от страны к стране, в странах Европы этот период составляет от 3 до 60 дней, в среднем — 12 дней, в Японии — 14 дней.
В целом члены коалиции ICAM считают, что если отловленная бездомная собака больна, ранена или имеет поведенческие проблемы, то наиболее гуманным выходом будет усыпление, поскольку её состояние и качество жизни будут слишком неудовлетворительными. Также, по их мнению, невостребованных в течение долгого времени животных тоже лучше всего усыпить, поскольку их содержание в приюте обходится дорого в условиях ограниченности финансирования, а также причиняет страдания из-за плохих условий содержания в переполненных приютах.

#### Безвозвратный отлов с пожизненным содержанием
В некоторых странах законодательство ограничивает или запрещает эвтаназию животных, вследствие чего применяется их безвозвратный отлов с пожизненным содержанием либо другие методы. Среди стран Европы подобный подход практикуется в Германии, Италии и России. По состоянию на 2016 год, к безвозвратному отлову вернулись и власти Москвы, где в период руководства города мэром Юрием Лужковым он был запрещён под давлением зоозащитной общественности и 8 лет проводились провальные эксперименты со стерилизацией, предусматривавшей возврат кастрированных животных в городскую среду.
В странах, в которых существует система приютов неограниченного приёма, могут действовать частные приюты ограниченного приёма, которые содержат животных пожизненно и финансируются за счёт внебюджетных средств, в основном пожертвований граждан.

#### Отлов-Стерилизация-Вакцинация-Возврат (ОСВВ)

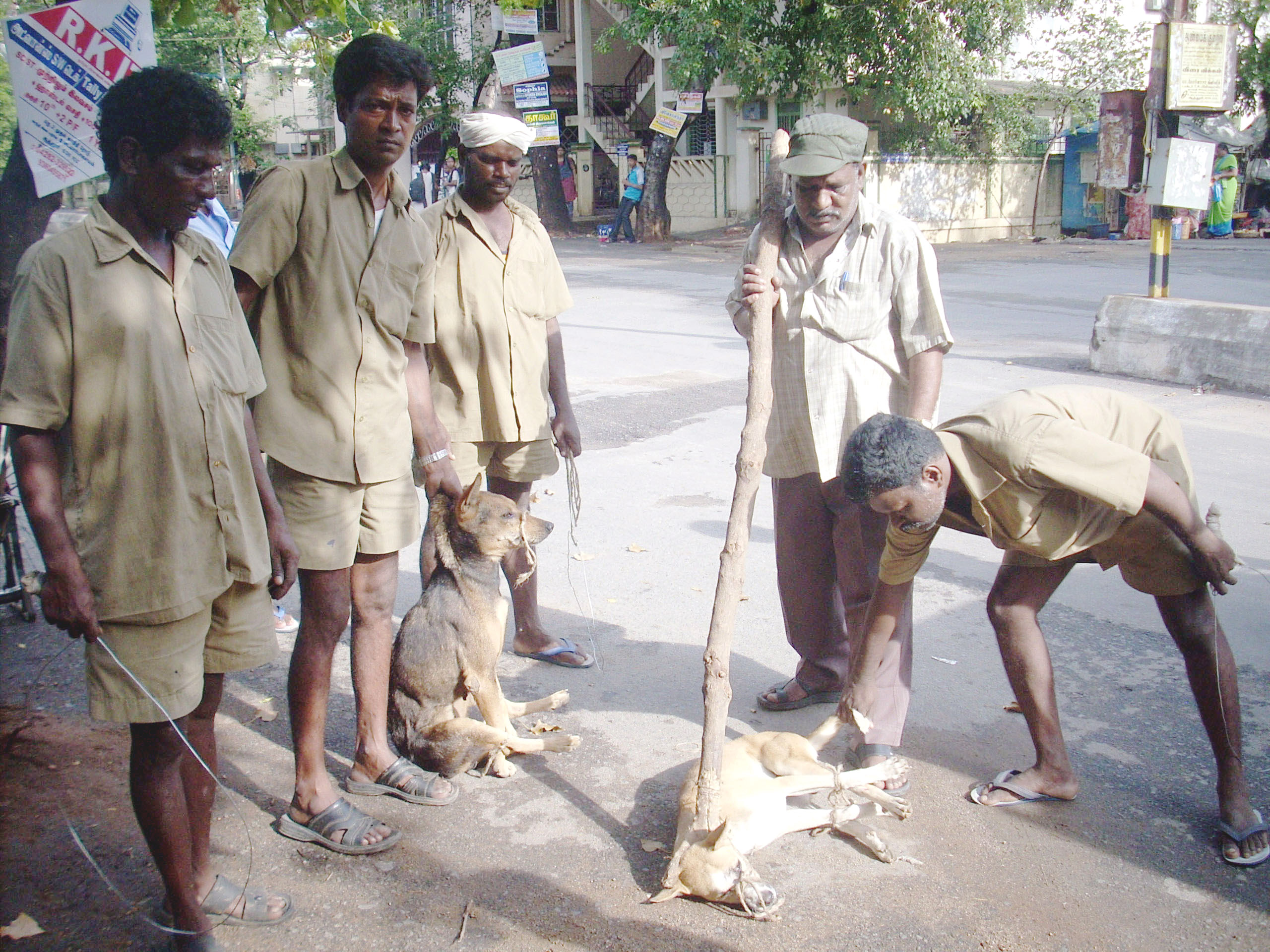
Отлов уличных собак в штате Тамилнад, Индия

С конца 1990-х годов в некоторых городах России, Украины, Румынии, Болгарии и Индии по настоянию защитников прав животных проводились программы стерилизации бродячих собак, предусматривавшие возврат животных в городскую среду. Однако в развитых странах подобные программы проводятся лишь в отношении кошек. В Индии, где в 1990-е годы проводился эксперимент по стерилизации бродячих собак, задача уменьшения их популяции в местных условиях антисанитарии и трущоб не ставилась, речь шла лишь о вакцинации в рамках борьбы с бешенством.

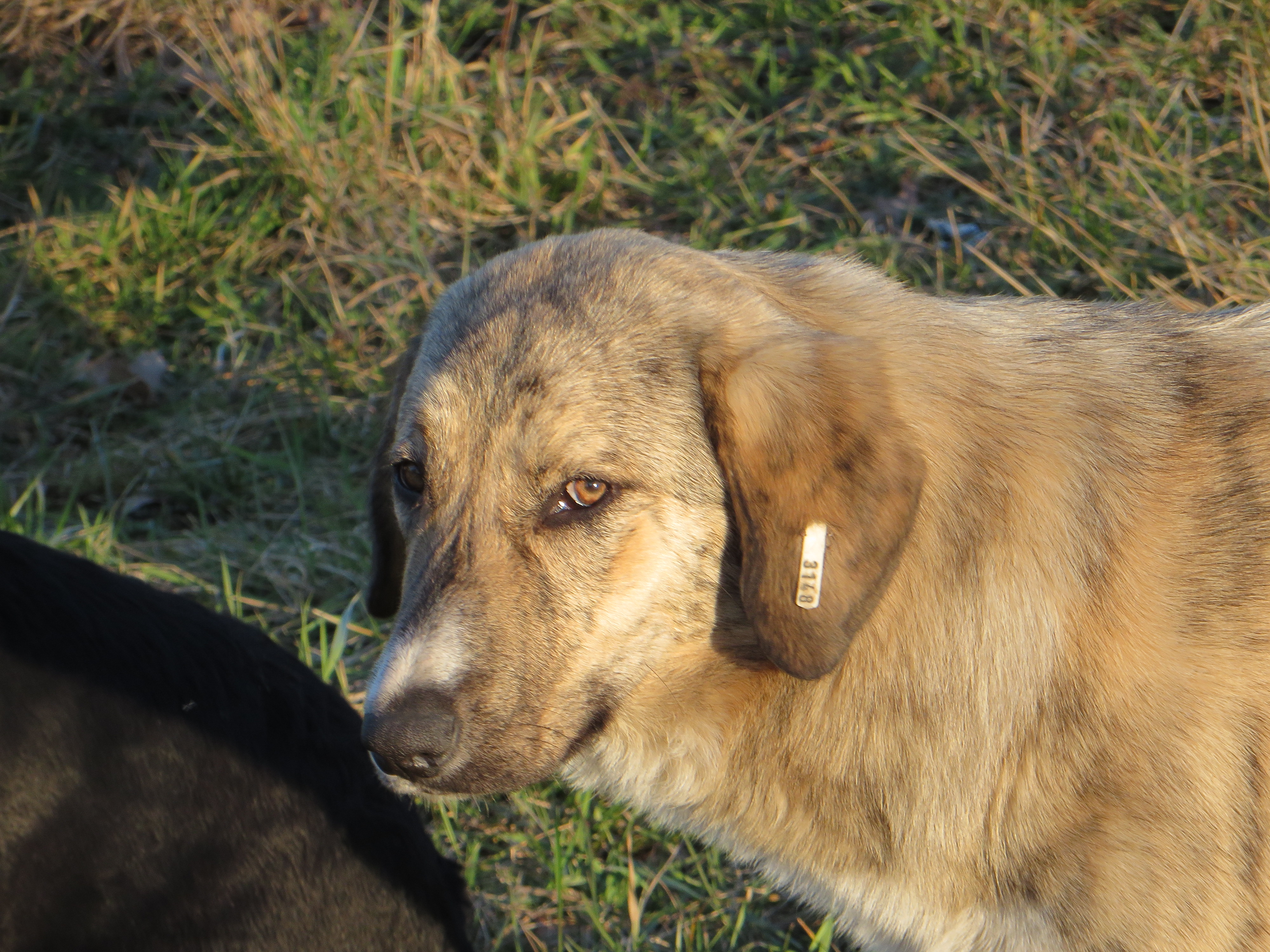
Стерилизованная собака помечается биркой и выпускается обратно, Босния и Герцеговина

В Греции этот метод является единственным методом для регулирования численности бродячих собак. Среди других стран Европы этот метод применяется в отдельных регионах Боснии и Герцеговины, Болгарии, Италии, Мальты, Сербии и Испании. В странах Восточной Европы численность собак методом ОСВВ уменьшить не удалось, однако внедрение программы спровоцировало самовольное уничтожение бродячих собак населением. В частности, из различных городов Боснии и Герцеговины, где проводится возвратная стерилизация собак на улицы, сообщения о массовых отравлениях местными жителями этих животных приходили в 2015—2017 годах.
В результате применения программы ОСВВ в России она была признана провальной и неприемлемой государственной ветеринарной службой и была в течение нескольких лет свёрнута во многих регионах, но впоследствии к ней возвращались в различных регионах. Некоторые зоозащитники указывали на нарушения методологии при проведении программы в России — ошибки при проведении операции, отсутствие должного ухода в течение необходимого периода передержки после операции, что приводит к повышенной смертности среди стерилизованных собак. Одним из последствий экспериментов со стерилизацией бродячих собак в российских городах стало появление догхантеров.
Межправительственная ветеринарная ассоциация — Международное эпизоотическое бюро не рекомендует использовать метод ОСВВ там, где большинство собак, как и в России, домашние, а основная причина появления бродячих собак — это подкармливание сердобольными гражданами, что, собственно, и стимулирует рост стаи и её естественное размножение на улице. ОСВВ легализует явление бездомности, и с ним уже не получится никогда справиться.

#### Отравление собак

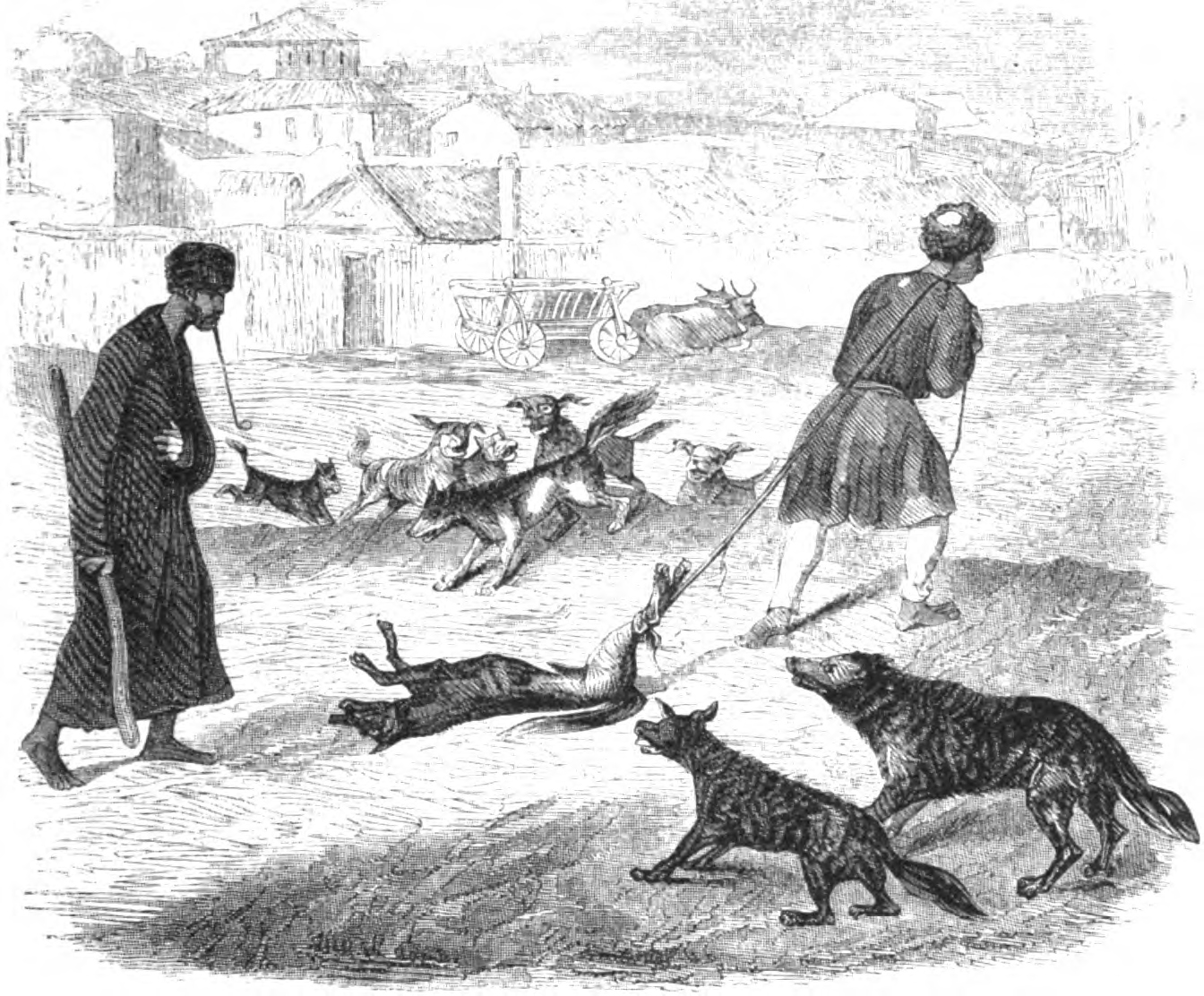
Гравюра 1854 года с изображением охотников на собак в Восточной Европе, уничтожавших их дубинкой и собиравших их туши

Отравление бродячих собак — способ регулирования численности бродячих собак, который используется государственными органами и ветеринарными службами Австралии, Бангладеш, Индонезии, Казахстана, Мьянмы, Новой Зеландии, Индии, Пакистана и Египта. Эффективность этого метода показала себя на о. Бали, где за 7 лет после начала отравлений бродячих собак популяция этих зверей сократилась в 3,5 раза — с 600 000 до 175 000 особей, снизилось и количество заболеваний людей бешенством. В Австралии для борьбы с бродячими собаками и обеспечения санитарно-эпидемического благополучия населения гражданам официально разрешено применять ядовитые приманки, которые свободно продаются в магазинах. В Казахстане сельские районные администрации получают таблетки для усыпления бродячих собак после запрета на их отстрел.
Зоозащитники прав животных неоднократно выражали протест против использования данного метода в связи с тем, что он противоречит их убеждениям. Приводятся данные о нелегальных случаях использования этого способа местными властями других стран, в частности России и Украины. Также этот метод часто применяется частными лицами (так называемыми догхантерами) для борьбы с проблемой бродячих собак.

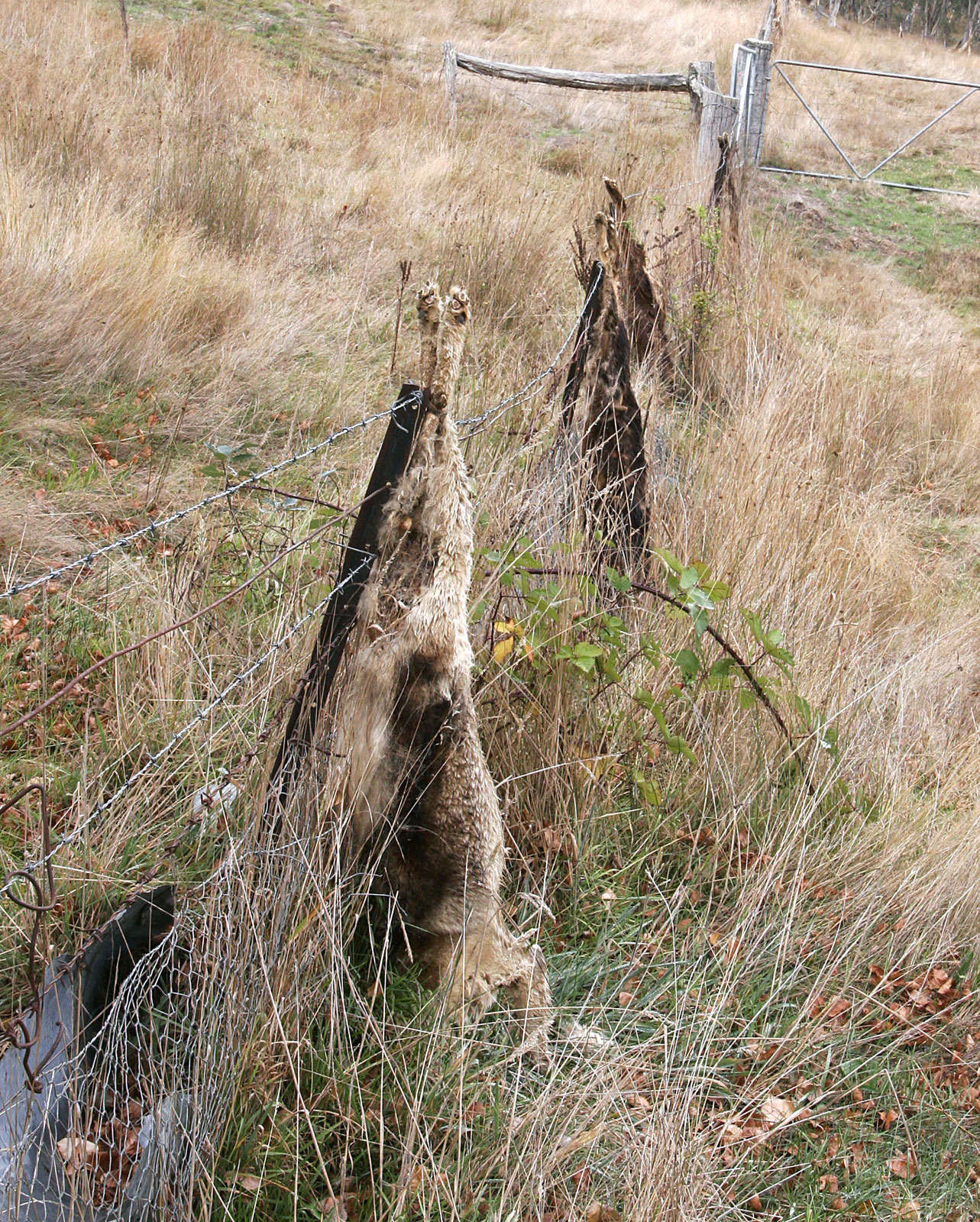
Туши собак после отстрела в Австралии

#### Отстрел
В ряде штатов США фермеры имеют право отстреливать бродячих собак из огнестрельного оружия.
Согласно финскому закону, животное разрешается убить, если оно представляет опасность для жизни и здоровья человека, движения транспорта или может нанести серьёзный ущерб имуществу. В июле 2018 года охотниками были отстрелены 8 таких животных, которые пересекли границу со стороны России. Ранее, в 2011 году в Финляндии стаи бродячих собак, насчитывающих от 5 до 9 особей, случайно забрёдших с территории России, также отстреливала полиция. В приграничном муниципалитете Тохмаярви недалеко от г. Йоэнсуу жертвой российских собак стала по меньшей мере одна овца. Чтобы обезопасить детей от собак, муниципалитет организовал такси для примерно 20 школьников, живущих в отдалённых местах. Их возят «от двери к двери», чтобы исключить столкновение с собаками. Полиция приказала уничтожить собак.
В 2013 году в Норвегии на Кольском полуострове стали замечать стаи бродячих собак из России. Полиция выдала охотникам из долины пограничной Паз-реки (Пасвик) разрешение на их отстрел. Причина — предотвращение распространения заболеваний, животные отстреливаются, а их туши отправляются на исследование.

#### Экспорт в другие страны
Длительная работа с налаживанием системы контроля за собаками в США привела к тому, что в некоторых штатах спрос на собак начал значительно превышать предложение, в итоге не только пристраиваются больные и проблемные собаки, но и практикуется ввоз собак из Пуэрто-Рико и из-за границы, нередко незаконный. В 2016 году Министерство сельского хозяйства Египта заявило о желании осуществлять поставки бродячих собак в Южную Корею, где собачатина входит в состав некоторых местных деликатесных блюд, в связи с тем, что приюты для бездомных животных в этой стране переполнены.

### Организация системы приютов

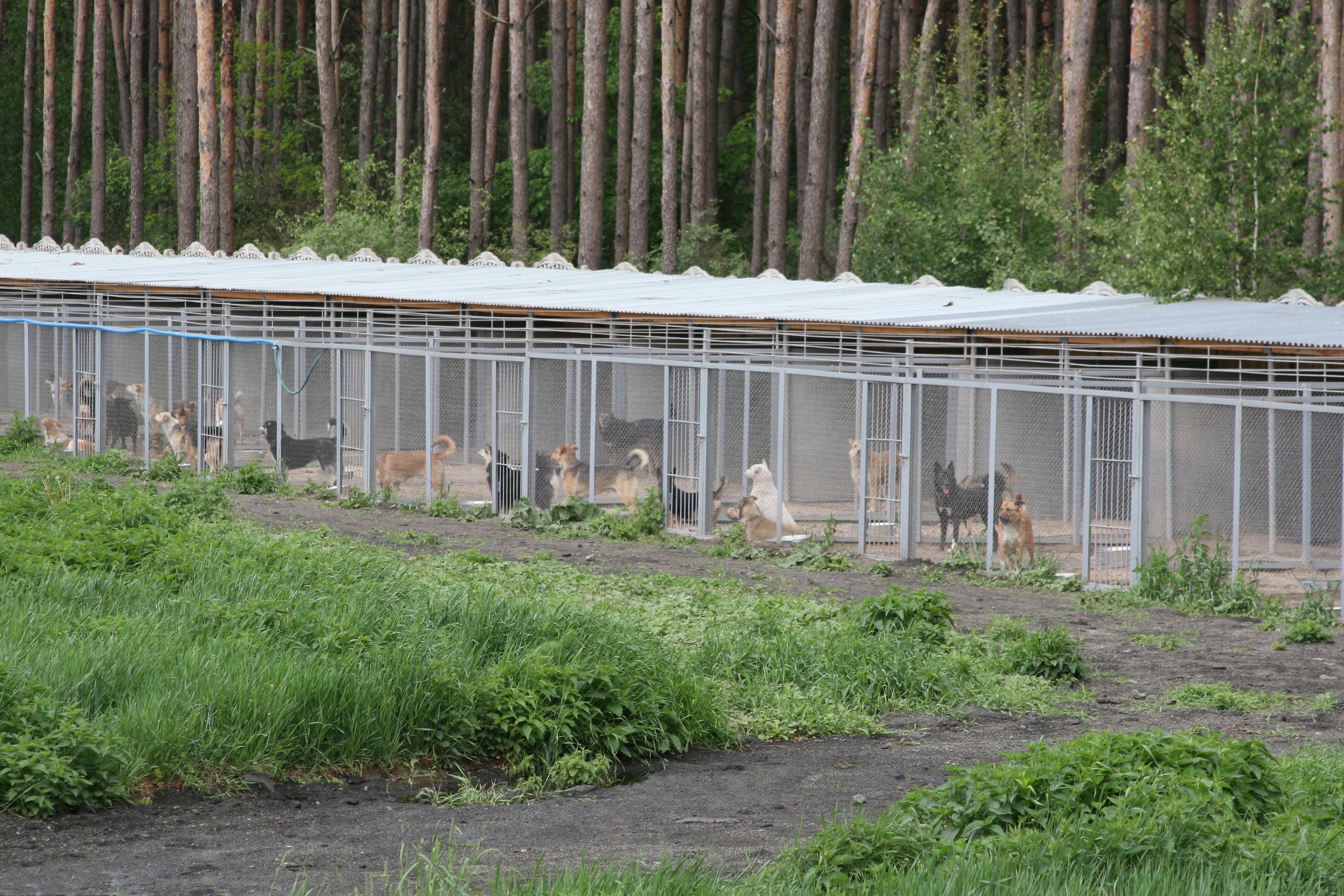
Летние вольеры в приюте для собак, Киев

Для содержания отловленных бродячих собак во многих странах действуют система пунктов передержки и приютов для бездомных животных. В разных странах установлены различные минимальные сроки передержки (в странах Европы — в среднем 12 дней), в течение которых отловленные животные должны содержаться. В течение этого периода собака может быть возвращена старым хозяевам, принята новыми хозяевами или отправлена в другие приюты. По политике учреждений и времени содержания различаются приюты неограниченного приёма, в которых практикуется кратковременное содержание животных, с последующим умерщвлением неизлечимо больных, агрессивных и невостребованных особей, и приюты ограниченного приёма, в которых принято принимать животных на долгосрочный период, а в случае невостребованности животного — пожизненно.
Приюты неограниченного приёма обычно имеют государственное или муниципальное финансирование и тесно сотрудничают со службами отлова бездомных животных. Система таких приютов широко распространена в странах Европы и Северной Америки.

### История регулирования численности бродячих собак в России
Владимир Гиляровский в одном из своих репортажей рассказывал об исполнении постановления Московской городской думы об отлове бродячих собак, датированном 1886 годом, — животных отлавливали и увозили на живодёрню.
Документ 1891 года, принятый в Олонецкой губернии, предполагал, что собаки, бродящие по улицам и площадям города без намордника, будут забираемы особо нанятыми от городского управления лицами и помещаться в специальное место, близ скотского кладбища. Пожелавший забрать обратно собаку хозяин должен был заплатить за её содержание в городскую управу 20 коп. в сутки.

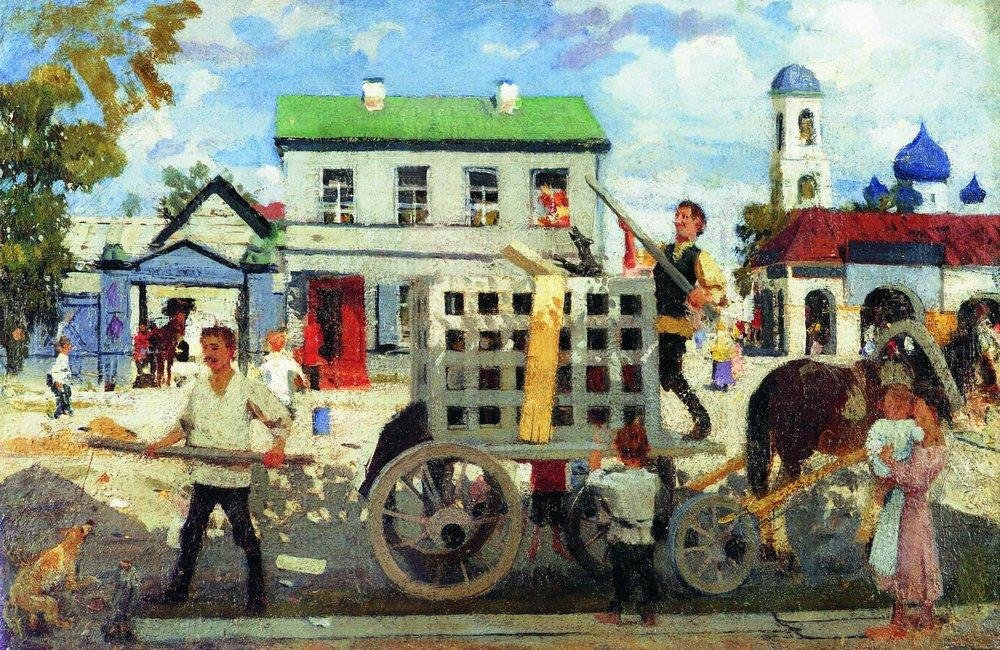
Ловля бездомных собак в России 1920-х гг. на картине Бориса Кустодиева

С 1936 года в бюджет городов СССР включался пункт о финансировании мероприятий по отлову и уничтожению бездомных животных.
В Москве в 2002 году отлов с последующим усыплением был заменён на экспериментальную программу стерилизации, предусматривавшую возврат бродячих собак на улицы, позднее ставшей известной как ОСВВ. По официальным данным, в ходе применения программы ОСВВ в городе Москве численность бродячих собак выросла с около 20 000—21 500 особей в 1996—1997 годах до 26 000—29 000 в 2006 году. Впоследствии, после сворачивания программы ОСВВ и возврата к практике безвозвратного отлова, их численность снизилась, по официальным данным, до 1855 особей.
По данным анализа государственных закупок, проведённого активистами ОНФ, расходы муниципальных и региональных властей на борьбу с проблемой бродячих собак в последние годы растут, в период с 2012 по 2014 год включительно приблизившись к миллиарду рублей. Но в некоторых городах количество отлавливаемых собак, предусмотренное техническим заданием, резко сократилось к 2016 году.
В 2017 году Верховный суд Российской Федерации принял решение об отказе от практики обратного выпуска в естественную среду обитания стерилизованных бродячих собак. Такое постановление судом было вынесено по иску гражданского активиста из Ростова-на-Дону, по мнению которого, свободно обитающие бродячие собаки являются потенциальными разносчиками опасных инфекций, а также представляют угрозу для общественной безопасности. Активисту удалось доказать, что безнадзорные животные являются причиной нарушения его конституционного права на здоровую окружающую среду.
29 декабря 2018 года Государственная Дума приняла проект закона «Об ответственном обращении с животными», в котором предусматривается введение запрета на умерщвление бродячих животных, из-за чего спектр применяемых для решения проблемы прямых методов с 1 января 2020 года ограничен только ОСВВ и безвозвратным отловом с пожизненным содержанием. В Улан-Удэ из-за нападений бродячих собак с бирками в январе 2022 года указом был введён запрет на выпуск из приютов потенциально опасных собак. Количество содержащихся в приютах собак быстро увеличилось, и затраты на их содержание создали большую нагрузку на городской бюджет — в 2023 году потратили 80 миллионов рублей, в то время как на горячее питание школьников и ямочный ремонт дорог в городе тратится меньше.
В июле 2023 года федеральными властями был принят закон, позволяющий региональным органам власти самим определять правила обращения с бездомными животными. В нескольких регионах были впоследствии приняты законы, разрешающие усыпление бродячих собак, но из-за разбирательства в Конституционном суде по обращению зоозащитников усыпление собак приостановлено на время разбирательства.

## Влияние на социальную среду
Существование бродячих собак зачастую представляет риск причинения вреда жизни и здоровью человека путём физического (нападения, укусы) и психологического воздействия.
В 2008 году правительственная «Российская газета» вступила в полемику о проблеме бродячих собак:

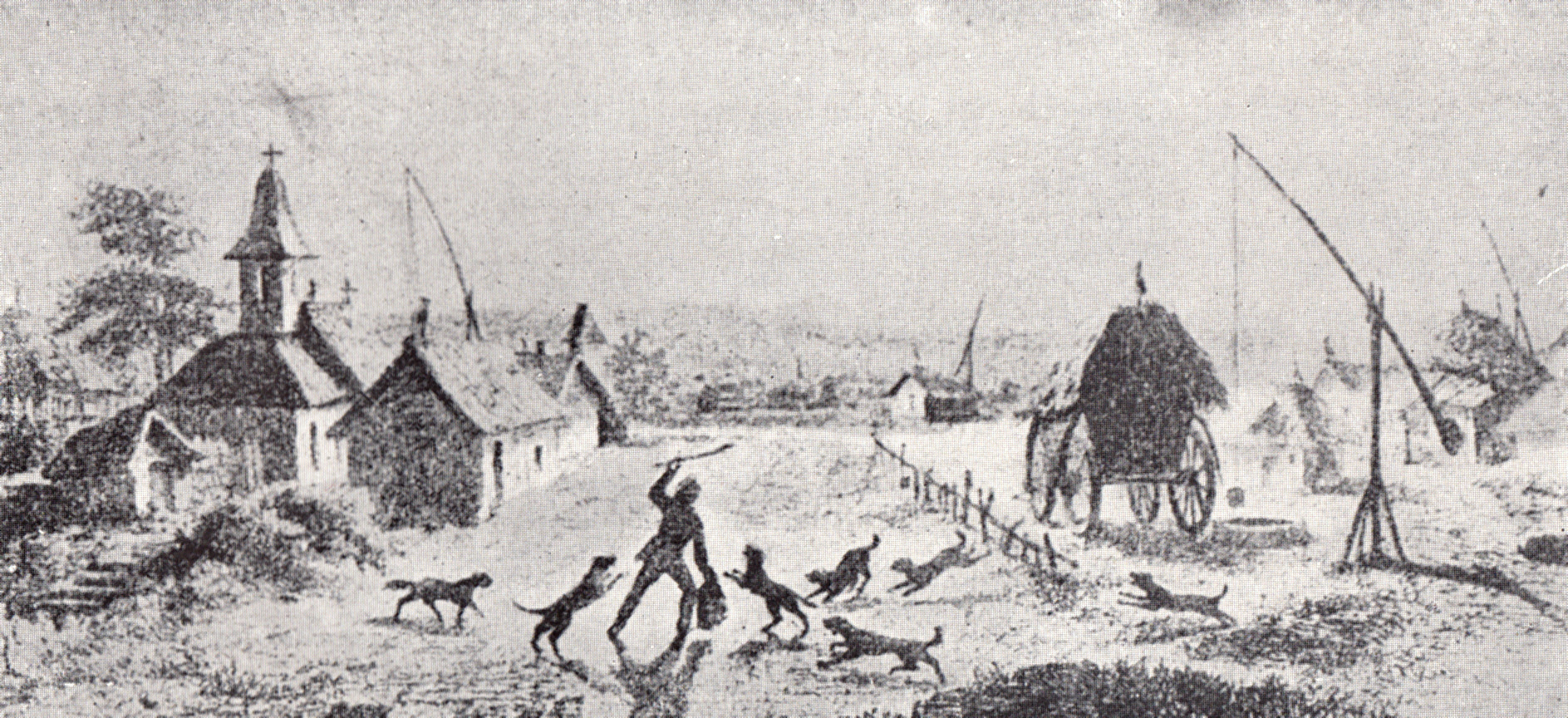
Собаки напали на путника на улицах села (иллюстрация к рассказу Василе Александри в журнале L'Illustration, 1854 г.)

Собаки из беспризорных стай во втором-третьем поколении очень часто набрасываются на людей — это обычное для них поведение. А вечерние прогулки в местах обитания таких стай давно стали в столице опасными. Люди, заботящиеся о бродячих собаках и подкармливающие их, часто с гневом относятся ко всем разговорам на тему защиты от таких стай. — Наталья Лебедева, обозреватель «Российской газеты»

### Нападения собак на людей
В среднем по России в год происходит около 300 тысяч зарегистрированных нападений собак на людей, в 30 % жертвами нападений становятся дети, за последние 10 лет несколько сот людей, включая детей, было загрызено бездомными собаками насмерть, при этом из-за законов, продвигаемых зоозащитниками, адекватная борьба с проблемой не представляется возможной.
Нападения на детей и их последующая психологическая реабилитация
По словам врачей, особенно тяжёлые травмы получают дети, на долю которых приходится около 60 % обращений. Только в Москве ежегодно в травмпункты обращаются около 30 тысяч жертв нападений собак. 70 % случаев — это укусы в лицо.
Руководитель группы канис-терапии «Солнечный пёс» Учебно-кинологического центра «Собаки-помощники инвалидов» Татьяна Любимова рассказывает о сложностях психологической реабилитации детей, ставших жертвами собачьих стай:

В Москве бродячие собаки усилиями некоторых не совсем, по-моему, здоровых граждан приобрели статус священной коровы(…) реабилитация детей-инвалидов, покусанных бродячими собаками (а у нас на занятиях таких довольно много — и они просто проходили мимо стаи), — дело очень сложное и долгое. Многие при виде собаки или замирают, закрыв голову руками, или кричат от страха до рвоты. — Татьяна Любимова, кинолог
Проблемы для граждан, занимающихся физкультурой
Свободное обитание бродячих собак в российских и украинских городских парках и рекреационных зонах, где их прикармливают опекуны, создаёт проблемы для отдыха граждан.
Только в московских парках ежегодно происходит не меньше тысячи нападений собак на людей — чаще всего на велосипедистов и любителей бега трусцой. Животный инстинкт проявляют не только бродячие собаки, но и те, кого хозяева выгуливают без поводка.
Резонансный случай произошёл в апреле 2008 года, когда 55-летний кандидат технических наук, программист Владимир Гайдаржинский занимался бегом в Измайловском парке в Москве. На центральной аллее около 19 часов вечера он был атакован стаей бродячих собак, имевшей опекунов — престарелых москвичек. От ран и укусов Гайдаржинский умер неделю спустя в реанимации. Этот инцидент привёл к сворачиванию программы ОСВВ в городе и переходу к безвозвратному отлову бродячих животных.
Проблемы для велосипедистов
На популярных российских форумах велосипедистов идёт активное обсуждение методов защиты от нападения бродячих псов. Сайт «Велоотпуск» сообщает, что оторваться от преследования стаи практически невозможно — скорость бегущей собаки достигает 40 километров в час. В качестве средств отражения атаки велосипедисты используют баллончики с перцовым газом, травматическое или пневматическое оружие.
Проблемы сосуществования собачьих стай и людей с ограниченными возможностями
Часто бродячие собаки нападают на инвалидов-колясочников, инвалидов по зрению и просто пожилых людей.
35 000 слепых, проживающих в Москве, испытывают серьёзные проблемы во время прогулок по городу из-за нападения на них свободно обитающих стайных собак. Некоторые были вынуждены прекратить прогулки по городу с палочкой.

### Фактор беспокойства
Жители городов могут жаловаться на шум, который создают лающие и воющие бродячие собаки, особенно в ночное время, а также дерущиеся между собой особи. Их присутствие на улице создаёт проблемы для людей с боязнью собак и для больных кинофобией. Также дискомфорт людям причиняет запах и вид собачьих фекалий в местах обитания бродячих собак.

## Влияние на окружающую среду

### Влияние на санитарно-эпидемиологическую обстановку

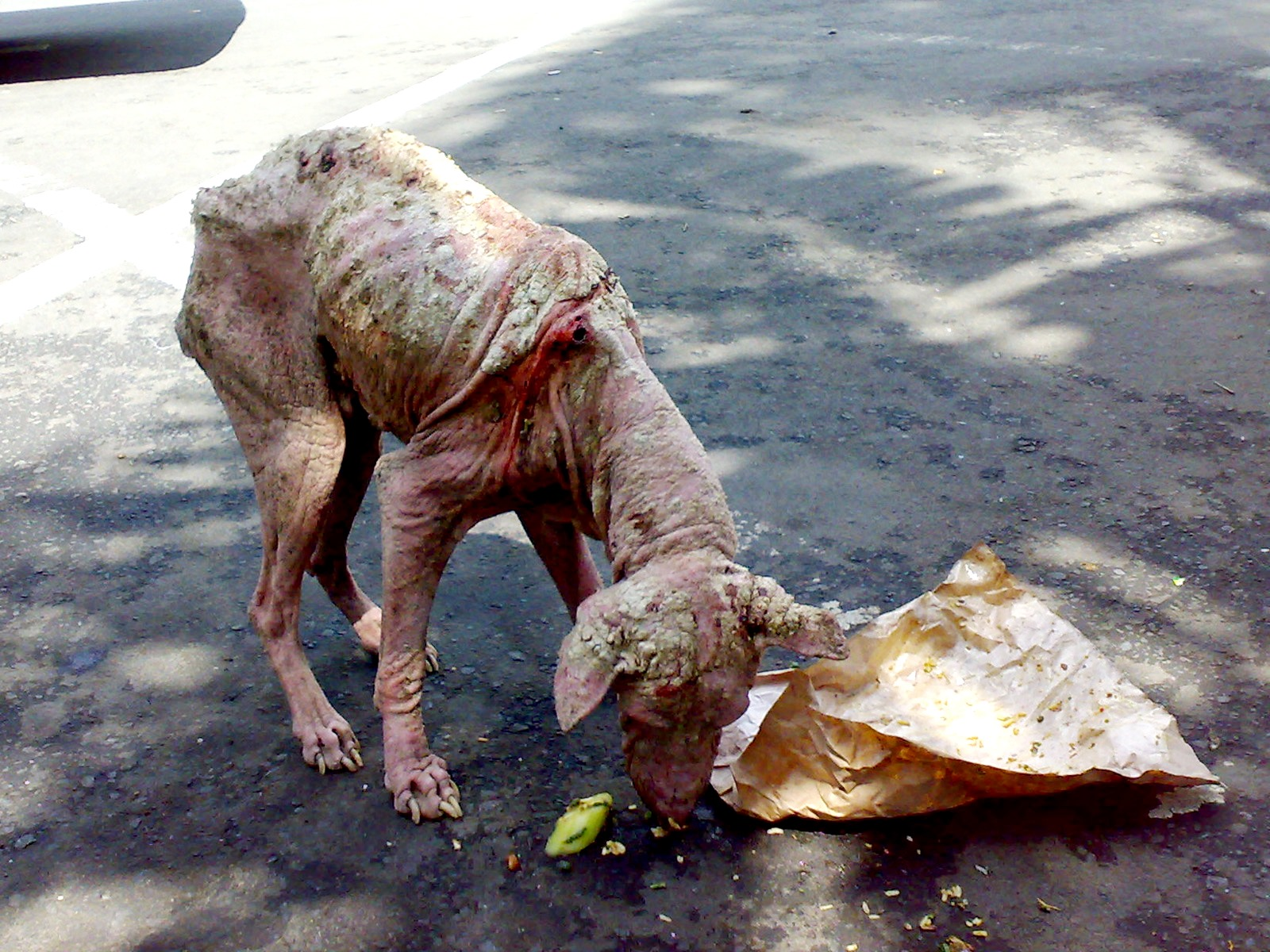
Больная демодекозом собака, Индонезия, о. Бали

Популяции бродячих собак, являясь переносчиками и резервуарами различных болезней, ухудшают санитарно-эпидемиологическую обстановку в городах. Среди этих болезней выделяются зооантропонозы — группа инфекционных и инвазионных болезней, которые представляют опасность для человека, — всего около 45 заболеваний могут передаваться от собак к человеку. В число опасных инфекционных заболеваний входят бешенство, бруцеллёз, туберкулёз, чума, вирусный энтерит, среди опасных инвазионных заболеваний выделяются — дирофиляриоз, демодекоз, описторхоз, токсокароз и др., в частности, 99 % случаев заражения и смерти людей от бешенства вызвано укусами заражённых собак. Также серьёзную опасность заражения существование бродячих собак представляет и для домашних питомцев.

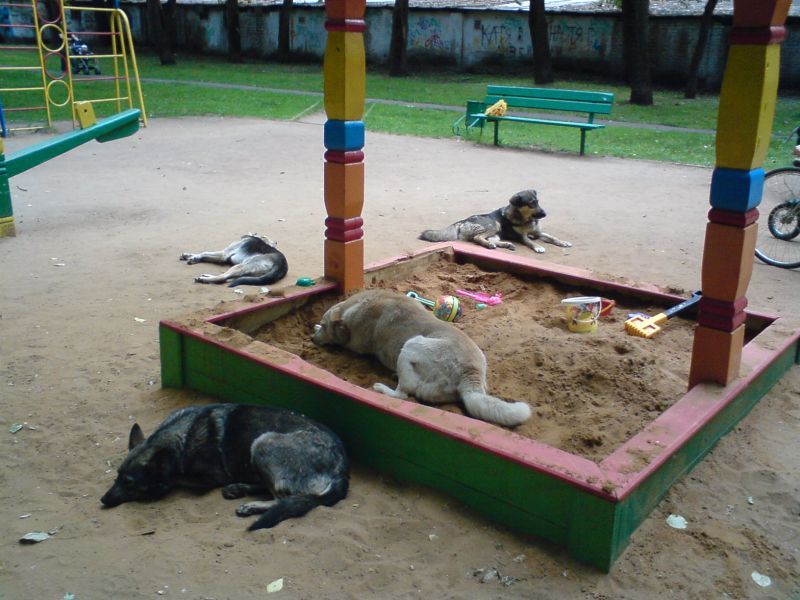
Бродячие собаки на детской площадке

По данным зоолога Рахманова А. И., масштабы распространения зооантропонозов среди собак в России и СНГ значительны и эпизоотическая напряжённость продолжает расти. Чаще всего бродячие собаки подвержены грибковым заболеваниям кожи — микроспории (стригущий лишай).
Кроме этого, бродячие животные заражены различными видами гельминтоза и другими инвазионными заболеваниями. По общим оценкам, эхинококкозом и токсокарозом заражены от 40 до 100 % бродячих собак в городах. Тяжёлая ситуация с эхинококкозом складывается в южных регионах страны, где им заражены практически все собаки, заражённость токсокарозом собак в целом по России варьирует от 10 до 76 %. К примеру, в Москве инвазированность собак круглыми червями вида Toxocara canis достигает 32 %. Вследствие загрязнения грунтов и вод экскрементами кошек и собак в крупных городах отмечается повышенная загрязнённость грунтов яйцами гельминтов, в частности песка и почв детских игровых площадок, что представляет особую опасность как источник заражения людей возбудителями ряда гельминтозов, поскольку основным путём заражения людей токсокарозом считается геооральный. Также значительное загрязнение яйцами гельминтов наблюдается на пляжах и в воде городских водоёмов. Также в России в 90-е гг. XX века был зафиксирован многократный рост заболеваемости лептоспирозом среди собак, что привело к увеличению количества заражений этой болезнью среди жителей городов России.

### Влияние бродячих собак на дикую природу
В случае бесконтрольного размножения и обитания бродячих собак, например в России и на Украине, бродячие животные могут представлять угрозу для диких, порой исчезающих видов животных. Влияние бродячих собак в основном сводится к прямому истреблению, беспричинным преследованиям и к причинению беспокойства и отпугиванию животных, а также раскапыванию выводковых нор и разграблению гнёзд. Эти факторы в местах бесконтрольного проживания бродячих собак в дикой природе или на территориях природных парков (ООПТ) в городах оказывают лимитирующее влияние на различные виды диких животных.
Значительные проблемы с бродячими собаками испытывает заповедник «Столбы» в Красноярском крае — на место отлавливаемых собак приходят бродячие собаки из соседних пригородов города Красноярск. По наблюдениям зоолога Владимира Кожечкина: «Стая из восьми-девяти собак без проблем может выдавить всех косуль на ближайших 10 километрах. Марал также страдает. Но он хотя бы может защищаться». По мелким млекопитающим и птицам подобный учёт не проводится из-за его сложности. Основная роль в снижении численности сурков, зайцев и куропаток в некоторых районах Чувашии также отводится оседлым стаям бродячих собак. По оценкам зоологов, в Забайкальском крае манулы становятся жертвами бродячих собак в 24 % случаев от общей смертности, вызванной антропическими факторами. На Тибете исследователем Лю Мин Ю были отмечены случаи преследований одичавшими собаками бурых медведей и снежного барса. За 2012 год в Швейцарии непосредственно из-за нападений собак погибло 632 косули. В Бангладеш бродячие собаки создают серьёзную угрозу гнездящимся на побережье черепахам, из-за чего защитникам природы приходится собак истреблять.
По данным Комиссии по сохранению редких, находящихся под угрозой исчезновения на территории Москвы животных и растений, с начала 1980-х годов установлены факты нападения стай бродячих собак на диких животных — лосей, пятнистых оленей, косуль. В 2000 году в особо охраняемых природных территориях Москвы бродячими собаками была уничтожена последняя в Москве популяция барсуков. Преследованию собак подвергаются зайцы-беляки и русаки, лесные мышовки, истребляются белки, ежи, наземногнездящиеся птицы. Осенью 2004 года зайцы-беляки полностью исчезли из нескольких городских лесных массивов — они были уничтожены местными бродячими собаками. В Национальном парке «Лосиный Остров» бродячие стаи из 10—15 голов каждую ночь, рассыпавшись в цепь, выходят на охоту. Хищники не брезгуют любой дичью — отбивают от родителей молодых пятнистых оленей, кабанят, ловят белок, зайцев, горностаев и хорьков.

### Влияние бродячих собак на городскую фауну

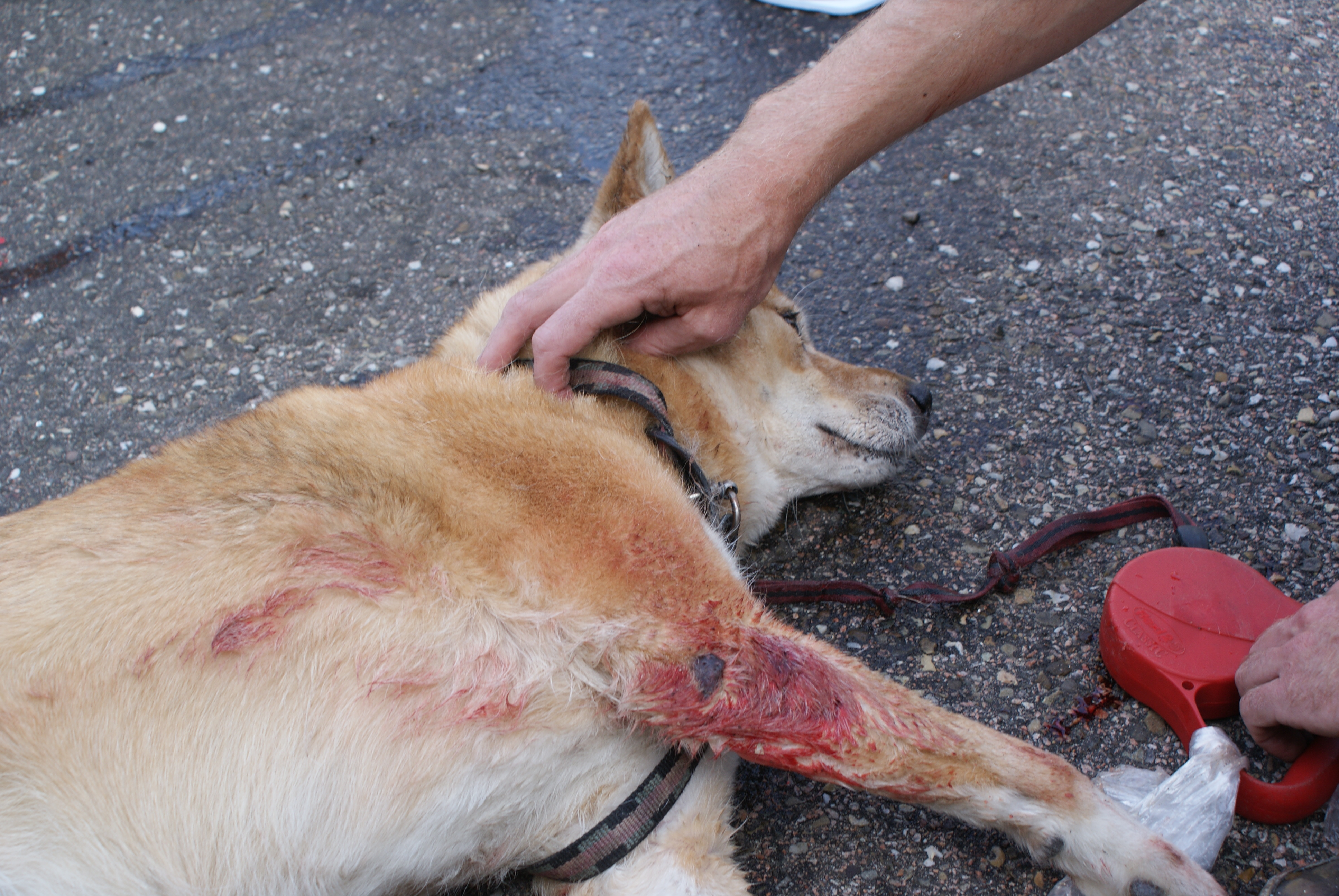
Домашние питомцы нередко подвергаются нападениям бродячих собак. Зандам, Нидерланды

В городской экосистеме бродячие собаки являются доминирующим хищником.
По данным систематических наблюдений АНО «Благотворительное общество опеки бездомных животных» в Москве, по состоянию на 2006 год практически все бродячие собаки на изученных территориях участвовали в охоте на бездомных кошек с переменным успехом. Причём отмечается, что зачастую нападения совершаются не в целях пропитания, а ради забавы или отработки навыков. Таким образом, важнейшим лимитирующим фактором для популяций бездомных кошек является их истребление бродячими собаками, но постоянное пополнение популяции приводит к тому, что, по их оценкам, численность бездомных кошек остаётся почти постоянной. Оценочный средний срок жизни бездомных кошек на улице в исследованных районах составляет 1 год. Этими же исследователями у бездомных кошек, живущих на территории стаи бродячих собак, описывались нервно-психические состояния, интерпретируемые как сильный стресс и депрессия, которые в ряде случаев приводили к их гибели. Стая бродячих собак, находящаяся в активном поиске добычи в вечерние и ночные часы, представляет серьёзную угрозу и для одинокого прохожего, особенно ребёнка.
По данным омских учёных, взаимоотношения бродячих собак и серых крыс характеризуются сложной комбинацией из 5 видов биотических отношений: хищничество, комменсализм (уничтожение естественных врагов), аменсализм (подавление популяций крыс вблизи выводковых убежищ), конкуренция (из-за пищевых ресурсов) и нейтрализм. Наиболее распространённой формой взаимодействия был назван нейтрализм, то есть полное безразличие к их присутствию. При этом охота и другие формы нападений, по их наблюдениям, в Омске случаются редко, носят случайный характер и практически не влияют на численность их популяции. Отмечается, что экологическая выгода от сосуществования превышает урон популяции крыс — бродячие собаки уничтожают их естественных врагов, расширяют их кормовую базу за счёт собачьих фекалий, растаскивания и вскрытия пакетов с отбросами из мусорных контейнеров.

## Влияние на экономику

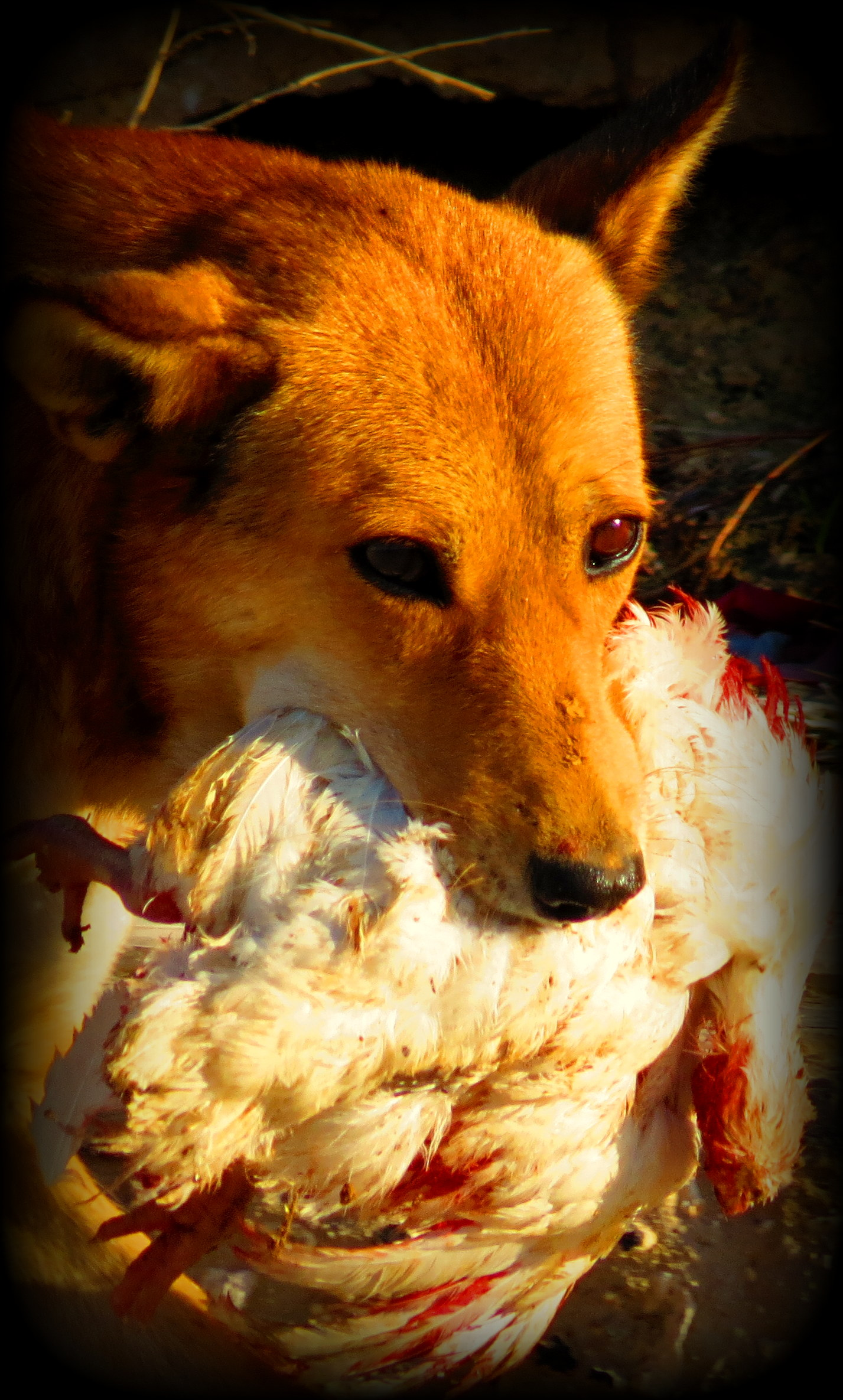
Похищение домашней птицы в Палестине

Бродячие собаки нередко нападают на сельскохозяйственных животных, истребляют и вспугивают обитателей охотничьих угодий. Также известны отдельные случаи их нападений на животных, содержащихся в зоопарках.
Серьёзную опасность заражения зоонозными заболеваниями существование бродячих собак представляет и для домашних питомцев.

## Отношение к проблеме бродячих собак

### Мнение общественных организаций
Среди общественных организаций нет единого мнения о сложившейся проблеме. По отношению к проблеме среди общественных организаций различаются:
- организации по защите прав животных, выступающие в основном с идеалистических позиций антиспециецизма и биоцентризма и входящие в состав движения за права животных. В России представители этого движения, по данным «Российской газеты», сосредоточены на отстаивании прав бродячих животных на свободу, а также на борьбе со службами их отлова и с догхантерами[126]. По данным специалистов ВНИИОЗ, в отличие от стран Запада, в России это движение не является настолько массовым[127]. В мире спектр организаций, входящих в это движение, довольно широк. Экстремистские акции некоторых из этих организаций расцениваются как экологический терроризм, из-за чего ряд организаций в США признаны террористическими;
- реалистическая зоозащита — участники этого движения выступают за научно обоснованный подход при решении проблемы бродячих животных. Они считают недопустимым использование непроверенной информации, пренебрежение научной истиной, игнорирование интересов людей при решении проблемы бродячих животных и выступают решительно против узаконивания состояния бродячих животных. Предлагаемые представителями этого движения в России подходы к решению проблемы бродячих собак резко отличается от подхода защитников прав животных[128]. Это малочисленное движение получило своё распространение в России, Белоруссии, на Украине и в Италии;
- организации по защите животных, действующие на основе концепции о благосостоянии животных. За рубежом организации этого направления широко распространены. Исходя из принципа благосостояния животных ими была выдвинута концепция, согласно которой любое животное должно быть обеспечено пятью свободами (свободой от голода и жажды, свободой от дискомфорта, свободой от боли, травм и болезни, свободой естественного поведения и свободой от страха и стресса), что легло в основу Всемирной декларации благосостояния животных. Поскольку состояние бездомного животного невозможно назвать благополучным, представители движения признают страдания животных на улицах городов несовместимыми с их представлениями. В связи с этим должны быть приложены все усилия, чтобы свести страдания животных к минимуму и в корне ликвидировать их состояние бездомности. Для этого коалиция ICAM разработала Руководство по регулированию популяций собак[23].

### Деятельность радикальных зоозащитников, выступающих за сохранение популяции бродячих собак
В 2012 году правительственная «Российская газета» отмечала, что современная российская зоозащита сосредоточена на отстаивании прав бродячих собак на свободу и жизнь. Издание критикует деятельность опекунов бродячих животных, которым бродячие псы заменяют семью, а бесконечное пристройство щенков — заботу о детях, они считают свою точку зрения единственно правильной, а тех, кто с ней несогласен, оскорбляют и обвиняют в жестокости. Известны случаи, когда опекуны наносили побои сотрудникам служб отлова, забирали собак из приютов, чтобы выпустить их обратно на городские улицы: отсутствие регистрации владельческих животных в России позволяет им это делать. Издание указывает на конфликтность зоозащитников: того, кто возмущается антисанитарией и присутствием стай на детских площадках, они объявляют врагом.
В 2016 году, по данным публициста Марты Максимович, в рунете наблюдается активность радикальных любителей животных. Всем, кто выступает в информационном поле против их деятельности, поступают угрозы: некоторые радикальные зоозащитники с удовольствием описывают своё желание казнить и применять изощрённые пытки во имя спасения бродячих собак. Радикалы запугивают и преследуют граждан, вызвавших отлов стай опасных бродячих собак у себя во дворе и не побоявшихся в этом публично признаться. Защитники животных регулярно и бездоказательно обвиняют всех неугодных в догхантерстве, живодёрстве, создании «неправильных петиций, написании плохих статей» и активно грозят за это физической расправой.

## Факты
- Бродячие собаки поедали человеческие трупы, которые оставлял после себя «битцевский маньяк» Александр Пичушкин в Битцевском парке (Москва), из-за чего тела некоторых погибших людей так и не были обнаружены[131].
- В Техасе (США) для обнаружения бродячих собак с целью последующей поимки офицерами службы ветеринарного контроля используются беспилотные летательные аппараты[132].

## Отражение в культуре
| - Среди людей (пол. Wsród ludzi) — документальный польский фильм, 1960 год; - Лунные псы — российская драма, 1995 год; - Псы — советский триллер Дмитрия Светозарова, 1989 год; - Свора (англ. The Breed) — триллер, 2006 год; | - Лающий остров (тур. Chienne d'histoire) — исторический анимационный фильм, 2010 год; - Белый Бог (венг. Fehér isten) — венгерская драма, снятая в 2014 году; - Итало (англ. Italo Barocco) — итальянский семейный фильм, 2014 год; - Стая — австралийский триллер, 2015 год. |